# Memória do Movimento Estudantil
"Memória do Movimento Estudantil", é um documentário, dirigido por Silvio Tendler, com dois episódios de 50 minutos, llançado em 2007, por ocasião dos 70 anos da União Nacional dos Estudantes.
O primeiro filme, "Ou ficar a pátria livre ou morrer pelo Brasil", traça um perfil cronológico da militância dos jovens brasileiros, entre 1937 e 2007.
O segundo documentário, "O afeto que se encerra em nosso peito juvenil", contém um olhar mais subjetivo do movimento, com foco na produção cultural e nas experiências pessoais, destacando peças teatrais, poesias e músicas feitas pelos militantes.